# Eugène de Seyn
Eugène Modest Henri De Seyn (Roeselare, 1 februari 1880 - Etterbeek, 19 januari 1971) was een Vlaams schrijver die vooral in het Frans publiceerde.
Zijn vader Hendrik De Seyn-Verhougstraete (Wijtschate, 29 december 1847 - Gent, 17 mei 1926) (hij vermeldde op alle uitgaven ook de familienaam van zijn echtgenote) was van 1875 tot 1892 boekhandelaar en uitgever te Roeselare; toen verhuisde hij met de zaak naar Aalst. Eugène liep nog tot zijn 14 jaar school in Aalst en ging vervolgens in de zaak werken. In 1912 verhuisde de zaak naar Etterbeek.
Hij schreef verscheidene naslagwerken over België. Hij was bevriend met kunstenaars en vermeldt in zijn naslagwerken niet alleen hun identiteit, maar ook de invloed die hun werk zou hebben.
Hij schreef soms onder een pseudoniem.

## Werken
- Dessinateurs, graveurs et peintres des anciens Pays-Bas : écoles flamande et hollandaise, z.d.
- Dictionnaire de l’histoire de Belgique, z.d.
- Dictionnaire historique et géographique des communes belges (2 vol.), 1924; 1933-1934, in het Nederlands vertaald als Geschied- en aardrijkskundig woordenboek der Belgische gemeenten
- Dictionnaire des écrivains belges : bio-bibliographie (2 vol.), 1932
- Vlaamsche legenden, 1933
- Dictionnaire biographique des Sciences, des Lettres et des Arts en Belgique (2 vol.), 1935-1937

Onder het pseudoniem Eugène Droulers schreef hij:
- Dictionnaire des attributs, allégories emblèmes et symboles